# Karantanien
Karantanien er en historisk region i det nuværende Østrig dækkende dele af forbundslandene Kärnten og Steiermark samt det nordlige Slovenien.
Omkring år 600 e.Kr. bosatte slaverne sig under avarernes herredømme i regionen, der blev hærget under folkevandringstiden. De oprettede et selvstændigt hertugdømme omkring 630. Mellem 741-765 søgte slaverne hjælp i nabolandet Bayern, for at frigøre sig fra det avariske styre, og måtte i stedet underkaste sig Bayern.
Sammen med de øvrige bayriske territorier blev de sammenlagt med Frankerriget i år 788. Karolingerne udskiftede omkring år 828 den slaviske fyrste med frankisk styre. Blandt andet var kong Karlomans illegitime søn Arnulf, som senere blev kejser, leder over provinsen Karantanien.
År 976 indførtes den såkaldte grevskabsforfatning, og provinsen blev delt i forskellige fyrstendømmer, blandt hvilke Kärnten blev dominerende.